# Хост, Эрнесто
Эрнесто Фриц Хост (нидерл. Ernesto Frits Hoost, род. 11 июля 1965, Хемскерк, Нидерланды) — нидерландский спортсмен, выступавший в кикбоксинге, тайском боксе и савате в категориях от полутяжёлого до тяжёлого веса. Четырёхкратный победитель гран-при K-1 (1997, 1999, 2000, 2002 годы), двукратный победитель гран-при K-2 (1993, 1994 годы), золотой призёр чемпионата мира по савату (1989 год), чемпион мира по тайскому боксу во втором полутяжёлом весе (1989 год, версия WMTA), чемпион мира по кикбоксингу в полутяжёлом весе (1990—1993 годы, версия WKA), чемпион мира по тайскому боксу в полутяжёлом весе (1990—1993 годы, версия WMTA), чемпион мира по фулл-контакту в полутяжёлом весе (1994 год, версия ISKA). Болельщики называли Хоста «Мистер Совершенство».
Спортсмен говорит на пяти языках. Объявил о завершении спортивной карьеры после Финала Гран-При К-1 2006 года, который проходил в Токио-доуме, Япония.
Сейчас легендарный боец занимается тренерской деятельностью. У него двое детей — дочь Регги и сын Луис.

## Спортивная карьера

### Ранние годы
Эрнесто Хост родился 11 июля 1965 года в городе Хемскерк (Северная Голландия) в семье выходцев из Суринама.
В детстве Хост, как и многие в Голландии, играл в футбол, однако затем принял решение переключиться на единоборства. В 1981 году 15-летний Эрнесто начал заниматься в клубе Sokudo Gym у Тома Вринда, а в декабре 1983 года состоялся его дебют на профессиональном ринге.
На протяжении двух с половиной лет Хост одержал ряд побед, включая выигранные поединки у Андре Маннарта и Лео де Сно. С середины 1986 года молодой и перспективный Эрнесто вышел на соперников мирового уровня — чемпионов мира Эрнеста Симмонса, Жана-Ива Терьо и Роба Камана. Однако для столь серьёзных противостояний Хост оказался не готов, получив три поражения подряд. Неудачи подтолкнули его к решению о смене команды.
В мае 1987 года Эрнесто провёл последний бой как боец Sokudo Gym, побив сильного француза Паскаля Дюкро, что однако не изменило его решения.

### Переход в клуб Vos Gym и выход на мировой уровень
С осени 1987 года Хост перешёл в Vos Gym — один из авторитетных клубов Голландии под руководство Йохана Воса, где провёл следующие 19 лет своей карьеры.
В течение трёх лет Эрнесто одержал значимые победы над сильными соперниками, побив, в том числе, воспитанников другого знаменитого голландского клуба Chakuriki Gym Кеннета Плака и юного Петера Артса, Андре Маннарта (во второй раз), выиграл несколько европейских титулов, выступая по правилам тайского бокса, кикбоксинга, фулл-контакта и савата (этот вид сложнее всего давался Хосту). Карьеру профессионального бойца Эрнесто Хост совмещал с работой спортивным инструктором в центре для молодых правонарушителей.

## Титулы и достижения

### Профессиональные титулы
- 2002 Победитель гран-при K-1
- 2000 Победитель гран-при K-1
- 1999 Победитель гран-при K-1
- 1997 Победитель гран-при K-1
- 1994 Чемпион мира по фулл-контакту по версии ISKA (78,1 кг)
- 1994 Победитель гран-при K-2 (79 кг)
- 1993 Победитель гран-при K-2 (79 кг)
- 1993 Финалист гран-при K-1
- 1990 Чемпион мира по тайскому боксу по версии WMTA (79,8 кг)
- 1990 Чемпион мира по кикбоксингу по версии WKA (79 кг)
- 1989 Чемпион мира по тайскому боксу версии WMTA (86 кг)

### Любительские титулы
- 1989 Чемпионат мира по савату

## Знаковые противостояния

### Серия с Бобом Саппом
Одним из главных противостояний в истории К-1 считается противостояние с Эрнесто Хоста с бывшим американским футболистом, перешедшим в единоборства — Бобом Саппом. Вес спортсмена при росте 195 см был 159 килограммов.
Благодаря своей харизматичной внешности и габаритам Сапп стал кумиром японской публики. В 2002 году они встретились с Хостом в полуфинале Мирового Гран При К-1. В этом бою бывший американский футболист победил техническим нокаутом. Следующая встреча бойцов произошла в четвертьфинале мирового Гран При К-1 2002 года. В первом раунде Сапп побывал в нокдауне, но в итоге опять одержал победу техническим нокаутом. После боя выяснилось, что победа далась Бобу ценой сломанной руки и четырёх рёбер, что позволило Хосту выйти в следующий этап турнира.

### Противостояние с Петром Аэртсом
Между первым и последним боем Хоста и Петера Артса прошло 26 лет.
Первый бой прошел в 1988 году — тогда Хосту было 23 года, а его оппоненту — 18. У Артса это был четвертый профессиональный бой, тогда как у Хоста двадцатый. В том далеком бою Хост одержал победу. Второй бой спортсменов прошел спустя 5 лет в четвертьфинале турнира K-1, и в этот раз также победил Хост. В третий раз бойцы встретились снова в промоушен К-1, но на этот раз в полуфинале. Победу в дополнительном раунде одержал Артс. Он и стал триумфатором турнира. В следующем бою, в 1998 году — опять в добавленное время — успех повторил Артс. В пятом противостоянии мастеров в 2006 году в Амстердаме победил Хост. В 49 лет Эрнесто Хост опять вышел на ринг против сорокачетырёхлетнего Петера Артса. Несмотря на свой преклонный возраст, Хост в очередной раз праздновал победу. Итого в противостоянии двух великих бойцов-ударников счет 4—2 в пользу суринамца.

### Номинации
- 2004 «Боец года в полноконтактных единоборствах» по версии журнала «Black Belt»[9]

## Известные ученики
- Фёдор Емельяненко — посещал мастер-класс Эрнесто Хоста для отработки правильной работы ног (лоу-кик) в единоборствах[10].
- Рамазан Рамазанов
- Пол Словинский
- Йоанна Енджейчик[11]
- /  Ошвин Балрак
- /  Тайрон Спонг
- Патрик Бэрри